# Gianfranco Rotondi
Pour les articles homonymes, voir Rotondi (homonymie).
Gianfranco Rotondi (né le 25 juillet 1960 à Avellino) est un homme politique italien, ancien ministre de la Mise en œuvre du programme dans le gouvernement Silvio Berlusconi IV depuis le 7 mai 2008 et ce, et jusqu'à la démission du gouvernement Berlusconi IV.

## Biographie
Maîtrise de droit, journaliste, ancien de la DC, en 1994, il adhère au Parti populaire italien et devient député. Puis l'année suivante, il adhère au Chrétiens démocrates unis (CDU) de Rocco Buttiglione. Il revient au Parlement comme député de 2001 à 2006 avec l'UDC de Casini. En 2005, il fonde une nouvelle Démocratie chrétienne, devenue DCA. Puis Gianfranco Rotondi devient sénateur après les élections de 2006 sur une liste de Forza Italia en étant allié au Nouveau Parti socialiste italien. Il est secrétaire politique de Démocratie chrétienne pour les autonomies. Il est réélu député lors des élections d'avril 2008, sur la liste du Peuple de la liberté dans la circonscription Lombardie 1 Il est nommé ministre de la Mise en œuvre du programme dans le gouvernement Silvio Berlusconi IV, le 7 mai 2008. En 2013, il est élu députe de la XVIIe législature dans la circonscription Campanie 1.
Ses fonctions ministérielles ne sont pas réattribuées après la démission du gouvernement Berlusconi IV le 9 novembre 2011.